# Lee Jae-myung
Lee Jae-myung (coreà: 이재명)  (Andong, 8 de desembre de 1963) és un polític sud-coreà i exadvocat de drets humans, membre del Partit Democràtic (PD), president de Corea del Sud des de juny de 2025.

## Biografia
Va néixer en una família rural amb dificultats econòmiques. Durant la seva infància, va haver de treballar fent feines que normalment no es demanen als nens.
Abans de postular-se com a candidat presidencial, va exercir com a governador de la província de Gyeonggi, on durant la pandèmia de la Covid-19 va aplicar mesures estrictes, incloent pagaments regulars a tots els residents i restriccions a les reunions, algunes de les quals van ser adoptades posteriorment pel govern central. Prèviament, havia estat batlle de Seongnam, ciutat on va impulsar la construcció d'un hospital públic amb una infraestructura avançada destinada a la prevenció i tractament de malalties infeccioses.
Durant la seva campanya, Lee va capitalitzar el desgast del Partit del Poder Popular (PPP) i va posicionar el seu partit com una força política conservadora, en contraposició a l'extrema dreta que, segons ell, representa el PPP. Malgrat haver patit dues derrotes electorals anteriors, va obtenir una victòria clara.

### President de Corea del Sud
Va ser elegit president de Corea del Sud el juny de 2025, en unes eleccions amb una participació del 79%, la més alta en gairebé tres dècades, que van posar fi a un període d'inestabilitat política marcat per protestes massives i tres presidents en funcions en menys de sis mesos.
La seva formació política controla l'Assemblea Nacional, fet que li proporciona un suport legislatiu notable. El polític és considerat un dels presidents més poderosos de Corea del Sud en les últimes dècades.
El seu mandat estarà marcat per processos judicials pendents, que ell nega, i per una política exterior pragmàtica que busca mantenir l'aliança amb els Estats Units i la cooperació amb el Japó, així com una possible reconciliació amb la Xina. Lee també ha anunciat l'objectiu d'abordar reptes econòmics com la recessió, la caiguda de les exportacions i l'atur juvenil creixent, i ha promès restaurar la legitimitat institucional després de la crisi que va provocar la destitució del seu predecessor Yoon Suk-yeol.